# Eurytoma coleophorae
Eurytoma coleophorae är en stekelart som beskrevs av Zerova 1977. Eurytoma coleophorae ingår i släktet Eurytoma och familjen kragglanssteklar. Inga underarter finns listade i Catalogue of Life.